# CPH Remix
CPH Remix er en dansk dokumentarfilm fra 2005 med instruktion og manuskript af Rúnar J. Gudnason og Ulrik Gutkin.

## Handling
En rejse ind i en fascinerende verden, hvor man oplever København med fokus på street art. Filmen giver et stemningsmættet billede af en by, som de færreste oplever, men som findes, hvis man kigger godt efter. Filmen følger tre personer, der har helt forskellige indfaldsvinkler til byens rum. Den politiske kunstner, der konfronterer beskueren med hans egen hverdag og virkelighedsopfattelse. Den kvindelige nattevandrer, der leder efter spor og tegn fra sin veninde. Og endelig graffitifjerneren, der med ligeså stor omhu som de to andre fjerner forskellige tegn og opsætninger. Gennem musik og rytmiske montager får vi et billede af byen som organisme. Filmen er optaget samtidig med, at København bliver udsmykket i anledning af Kronprins Frederiks bryllup i maj 2004.